# Bablon Island
Bablon Island (englisch; bulgarisch остров Баблон ostrow Bablon) ist eine in südöstlich-nordwestlicher Ausdehnung 1,15 km lange, 0,4 km breite und eisfreie Insel vor der Graham-Küste des Grahamlands auf der Antarktischen Halbinsel. Sie liegt vor der Westküste der Barison-Halbinsel bzw. in der Zufahrt von der Leroux-Bucht zur Macrobius Cove und wird vom südlich gelegenen Eijkman Point durch eine 200 m breite Meerenge getrennt.
Britische Wissenschaftler kartierten sie 1971. Die bulgarische Kommission für Antarktische Geographische Namen benannte sie 2013 nach der Ortschaft Bablon im Süden Bulgariens.